# Pedro Yi Hoyong
Pedro Yi Hoyong, en coreano romanizado Pedeulo Isusin Yong, fue un mártir coreano que fue encarcelado y torturado hasta morir, por los radicales del gobierno. Es conmemorado el 25 de noviembre.

## Hagiografía
De Pedro se sabe que fue hijo de mártires católicos, víctimas de la primera persecución en Corea. Fue catequista y esto le llevó a su captura y posterior tortura. Por su parte, Águeda era hermana de Pedro, y fue capturada también por agentes del gobierno, junto con su hermano y una de sus amigasː Teresa Kim, que a su vez era colaboradora de Andrés Kim Taegon, el primer sacerdote católico coreano. Águeda fue decapitada junto a Teresa el 9 de enero de 1840, mientras que Pedro fue torturado y luego de cuatro años de prisión, falleció.